# Buffon (cràter)
Buffon és un cràter d'impacte que es troba a l'hemisferi sud de la cara oculta de la Lluna, un diàmetre a sud de la gran plana emmurallada del cràter Chebyshev. A nord-est apareix el cràter Langmuir i cap al sud-oest es troba Leavitt. Buffon es localitza gairebé en el punt mig entre les dues formacions anteriors.

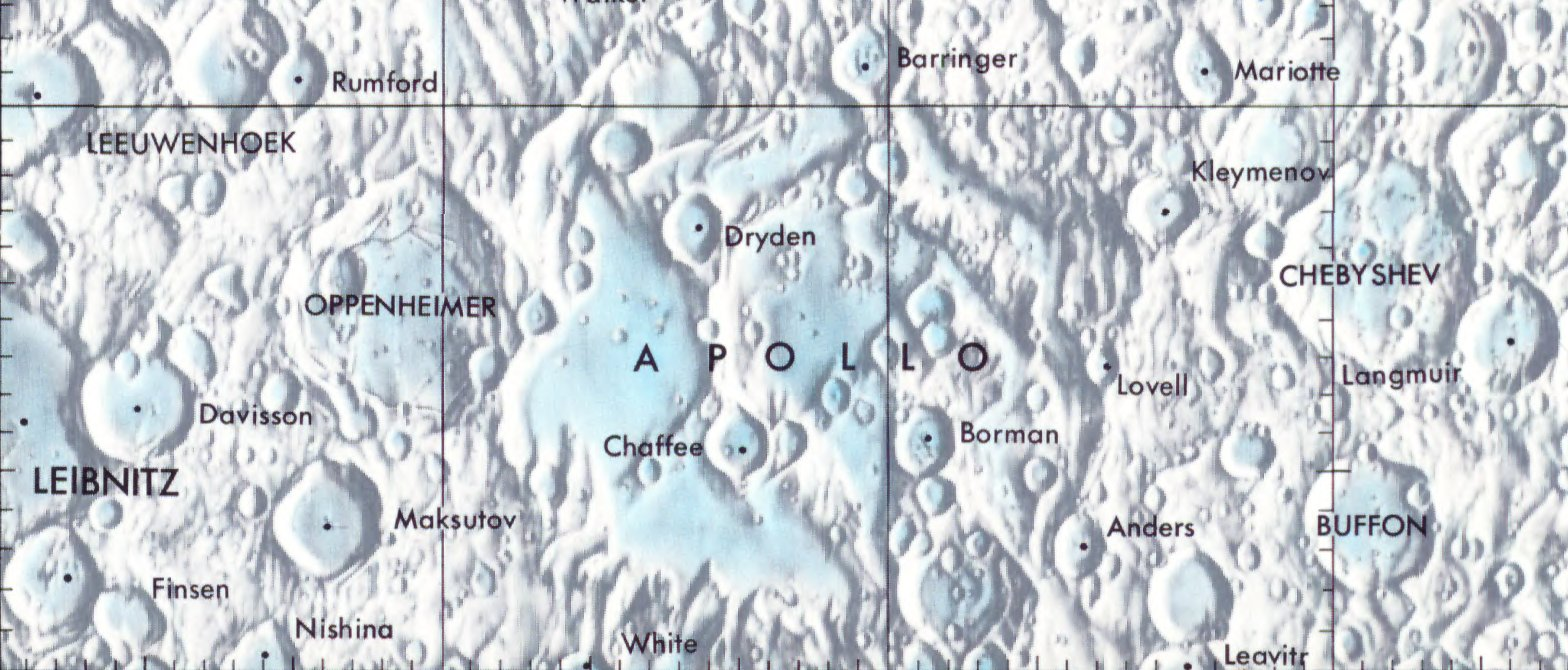
Localització de Buffon (inferior dreta de la imatge)
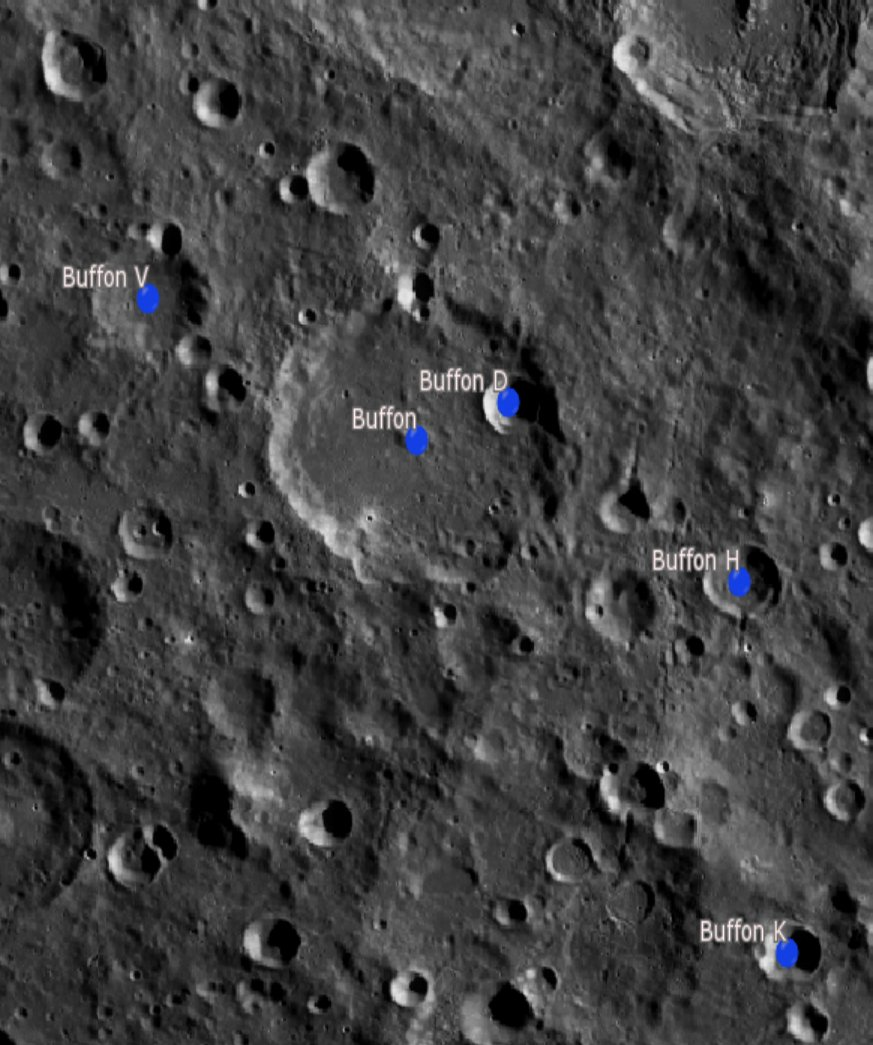
Cràters satèl·lit

Es tracta d'un cràter desgastat i erosionat, amb una vora circular que encara es pot rastrejar a través del terreny rugós, però que és irregular i arrodonit a causa d'un historial d'impactes menors. El més notable d'ells és un petit cràter que es troba a l'altre costat de la vora nord del cràter, i el cràter satèl·lit Buffon D que es troba al llarg de la paret oriental interior.

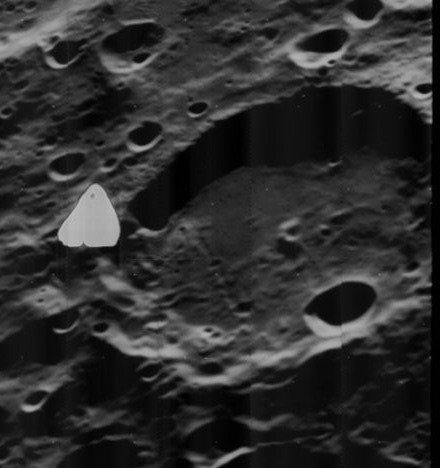
Vista obliqua des del LRO 5 de gran part de Buffon (el triangle blanc apareix en l'original)
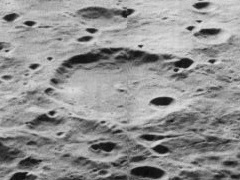
Una altra vista obliqua des del LRO 5

El sòl interior, encara que en general està a nivell, és igualment accidentat i irregular, sobretot en la meitat oriental.

## Cràters satèl·lit
Per convenció aquests elements són identificats en els mapes lunars posant la lletra en el costat del punt central del cràter que està més proper a Buffon.
| Buffon | Coordenades                            | Diàmetre |
| ------ | -------------------------------------- | -------- |
| D      | 40° 12′ S, 131° 42′ O / 40.2°S,131.7°O | 20 km    |
| H      | 42° 18′ S, 128° 30′ O / 42.3°S,128.5°O | 26 km    |
| K      | 46° 18′ S, 128° 00′ O / 46.3°S,128.0°O | 18 km    |
| V      | 39° 12′ S, 137° 06′ O / 39.2°S,137.1°O | 38 km    |